# 金承化
金 承化（キム・スンファ、1915年2月4日 - 1973年1月）は、朝鮮民主主義人民共和国（北朝鮮）の政治家。ソ連共産党の影響を受けたソ連派に属していた。

## 略歴
1948年9月の朝鮮民主主義人民共和国の建国に参加する。建設相や金日成総合大学の副総長などの要職を歴任するが、1956年に発生した金日成の独裁体制を打倒するため8月宗派事件に参加するが、1958年8月に朝鮮労働党中央委員会から除名。その後、ソ連に亡命する。